# Skala Scoville’a
Skala Scoville’a (oznaczana skrótem SHU, od Scoville Hotness Unit – z ang. jednostka ostrości Scoville’a) – skala ostrości, czyli pikantności danej potrawy, głównie używana w stosunku do papryk i sosów, a także innych potraw i gazu pieprzowego. Określa ona ilość kapsaicyny, czyli substancji powodującej uczucie ostrości w produkcie, choć niekiedy używa się jej do określania pikantności innych związków chemicznych (np. tiniatoksyny, rezynoferatoksyny czy kapsacyinoidów). Skala została wprowadzona przez amerykańskiego chemika Wilbura Scoville’a w roku 1912.
Zgodnie z pierwotną metodyką ostrość w skali Scoville’a wyznaczano organoleptycznie. Najpierw tworzono roztwór cukru z wodą, a następnie dodawano znaną ilość alkoholowego ekstraktu z badanej papryki do roztworu. Gdy testerzy (zazwyczaj pięciu) zaczynali odczuwać pieczenie, wyznaczano stopień rozcieńczenia roztworu, co dawało wynik na skali Scoville’a, np. SHU papryki habanero odmiany Red Savina o wartości 580 000 oznacza, że jej ekstrakt musi zostać rozcieńczony w stosunku 1:580 000, zanim przestanie być odczuwane uczucie ostrości.

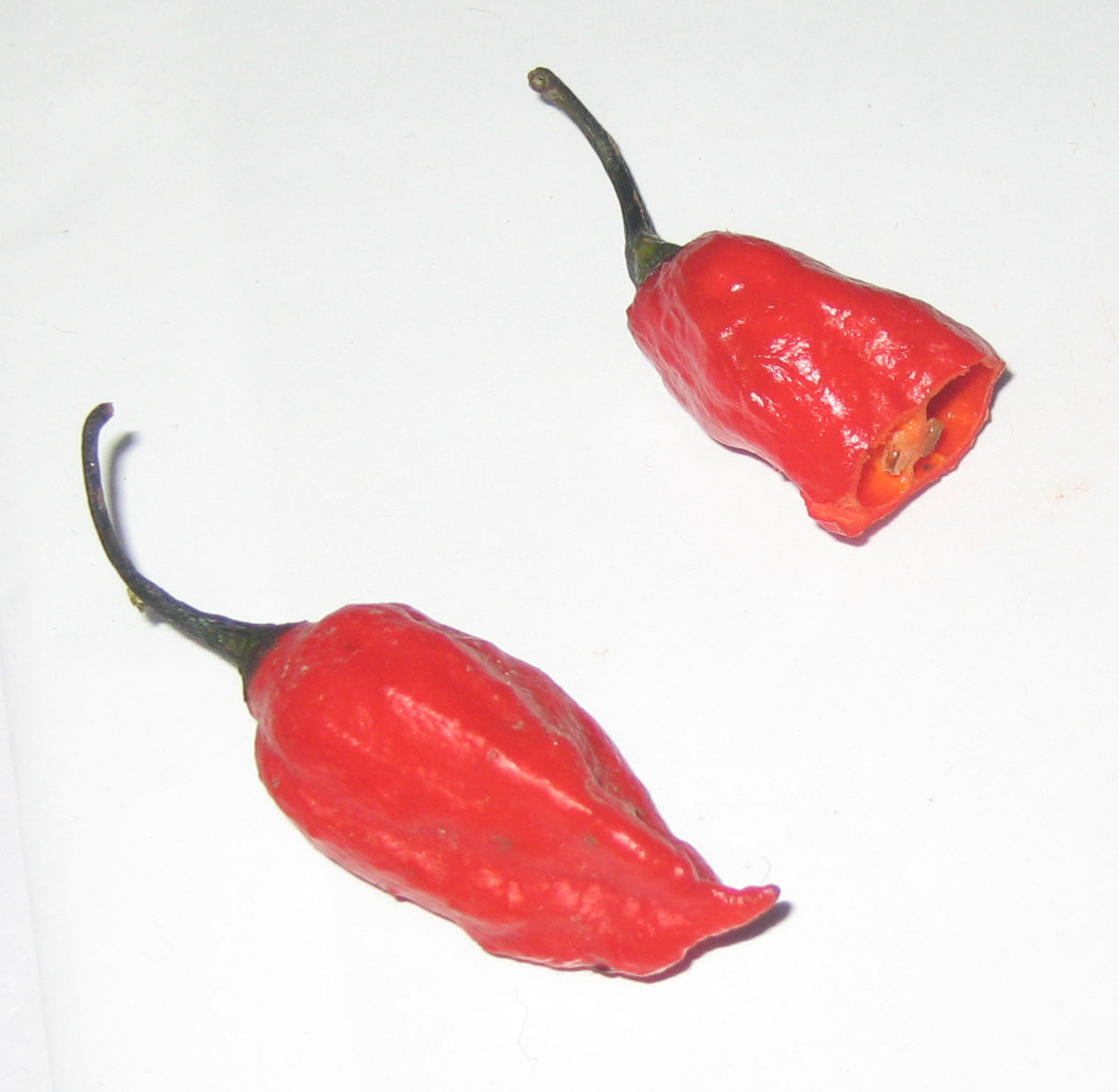
Naga Jolokia osiąga 855 000–1 075 000 w skali Scoville’a

Ponieważ wrażliwość na kapsaicynę i odczucie ostrego smaku różnią się u poszczególnych osób, a także w pewnym stopniu zależą od warunków wykonania testu, to otrzymane w powyższy sposób wartości były niedokładne – dla czystej kapsaicyny wartość SHU uzyskana tą metodą wynosi od 15 mln do 16 mln w zależności od badacza.
Poza tym oznaczanie tą metodą skali Scoville’a było żmudne i długotrwałe, ponieważ podczas każdej sesji tester mógł smakować tylko jeden roztwór. Dlatego po odkryciu, że odczucie ostrości wynika z zawartości kapsaicyny, Amerykańskie Stowarzyszenie Sprzedawców Przypraw (ang. American Spice Trade Association; ASTA) wprowadziło własną skalę ostrości i metodykę jej oznaczania pozwalającą na dokonanie szybkiej i powtarzalnej oceny. Wprowadzono mierzenie zawartości kapsaicyny w badanej substancji metodami analitycznymi i oznaczanie ostrości przy założeniu, że ostrość dla czystej kapsaicyny wynosi 1 mln jednostek (a zatem przykładowo, jeśli 5% masy badanej przyprawy stanowi kapsaicyna, to wartość ostrości wynosi 50 000).
Ponieważ istnienie dwóch skal ostrości było kłopotliwe, ostatecznie połączono je w jedną skalę, która otrzymała bardziej znaną nazwę skali Scoville’a (SHU). Zgodnie z metodyką wyznaczania ostrości w tej skali, jej wartość jest uzależniona od zawartości kapsaicyny, przy czym dla czystej kapsaicyny przyjęto wartość 16 mln SHU. Ponadto metodę organoleptyczną zachowano dla wyznaczania ostrości substancji (i mieszanin z ich udziałem) innych niż kapsaicyna. Dlatego też możliwe są wartości SHU przekraczające wartość dla czystej kapsaicyny (np. dla tiniatoksyny ostrość wynosi 5 300 mln SHU, a dla rezynyferatoksyny 16 000 mln SHU). W praktyce po ustaleniu ostrości takiej substancji organoleptycznie przechodzi się na stosowanie metody analitycznej z innym przelicznikiem zawartości na wartość SHU.
Metoda analitycznego wyznaczania ostrości usunęła problemy związane z różnym odczuwaniem ostrego smaku, ale dla odmiany ma inne ograniczenia, związane z tym, że nie zawsze odczuwana ostrość wynika z zawartości kapsaicyny – np. ostrość chrzanu wynika z obecności innych składników niż kapsaicyny (czyli ostrość „analityczna” jest zaniżona w stosunku do „organoleptycznej”), a z kolei duża zawartość lipidów w badanej substancji obniża ostrość „organoleptyczną” wobec „analitycznej”, bo związki te wiążą kapsaicynę.
Zwykła słodka papryka nie jest w ogóle ostra (0 SHU w skali Scoville’a). Ziarenka pieprzu mają 100–500 SHU, w zależności od gatunku. Papryka Tabasco ma od 30–50 tys. SHU. Indyjskie papryki Dorset Naga i Naga Jolokia osiągają ok. 1 mln SHU i są ok. 25 razy ostrzejsze niż papryka Tabasco (liczby uśrednione; faktyczne wartości SHU różnią się w zależności od warunków uprawy, odmian rośliny oraz wielu innych czynników). W latach 2011–2012 pojawiły się papryki Trinidad Scorpion Butch T i Carolina Reaper osiągające 1,5 mln SHU. W roku 2017 doniesiono o wyhodowaniu papryki Dragon’s Breath, której ostrość wynosi ok. 2,5 mln SHU. Popularny gaz łzawiący używany w Stanach Zjednoczonych do samoobrony ma od 2,5 mln do 5 mln SHU.
W 2007 r. firma Blair’s Death Sauces wypuściła na rynek czystą kapsaicynę w buteleczce o objętości 1 ml. Wyprodukowano zaledwie 999 egzemplarzy produktu. Nie powinien być on spożywany, a nawet otwierany bez odpowiedniej ochrony rąk i oczu. Może on zabić astmatyków i być bardzo niebezpieczny przy kontakcie z wrażliwymi częściami ciała.
| Wartość według skali | Rodzaj substancji chemicznej lub przyprawy |
| -------------------- | --- |
| 16 000 000 000       | rezynyferatoksyna |
| 5 300 000 000        | tiniatoksyna |
| 16 000 000           | czysta kapsaicyna |
| 8 600 000–9 100 000  | różne kapsaicynoidy (np. homokapsaicyna, homodihydrokapsaicyna, nordihydrokapsaicyna)                                                                  |
| 5 000 000–5 300 000  | najsilniejsze gazy pieprzowe, środek drażniący FN 303                                                                                                  |
| 3 180 000-5 300 000  | papryka Pepper X – najostrzejsza papryka chili, wyhodowana w 2018                                                                                      |
| 2 480 000-3 180 000  | papryka Dragon’s Breath – papryka chili, wyhodowana w 2017                                                                                             |
| 1 641 183-2 480 000  | papryka Carolina Reaper – najostrzejsza papryka chili w księdze rekordów Guinnessa z 2017                                                              |
| 1 463 700-1 641 183  | papryka Trinidad Scorpion Butch T – najostrzejsza papryka chili w księdze rekordów Guinnessa z 2011                                                    |
| 855 000–1 075 000    | papryka Naga Jolokia – najostrzejsza papryka chili w księdze rekordów Guinnessa z 2007                                                                 |
| 876 000–970 000      | papryka Dorset Naga – najostrzejsza papryka chili w księdze rekordów Guinnessa z 2007                                                                  |
| 350 000–580 000      | papryka red savina |
| 100 000–350 000      | guntur chilli, papryka habanero, Scotch bonnet, datil, rocoto, piri-piri, Madame Jeanette, Hot Jamaican Chili, piperyna, shogoal                       |
| 50 000–100 000       | chili Bird’s Eye, Thai chili, chili Indian pepper, malagueta, chiltepin, pequin, gingerol (substancja chemiczna odpowiadająca za pikantny smak imbiru) |
| 30 000–50 000        | cayenne, papryka tabasco, papryka jagodowa |
| 10 000–23 000        | papryka serrano |
| 2 500–8 000          | papryka Jalapeño, chili guajillo, meksykańskie odmiany papryki, papryka węgierska, przyprawa tabasco                                                   |
| 500–2500             | papryka anaheim, poblano, papryka rocotillo, Peppadew, friggitello                                                                                     |
| 100–500              | papryka pimento |
| 0                    | słodka papryka roczna i inne niepikantne potrawy |